# Saint-Brieuc Challenger
Il Saint-Brieuc Challenger, noto come Open Saint-Brieuc Armor Agglomération e in precedenza Open Harmonie mutuelle per ragioni di sponsorizzazione, è un torneo professionistico di tennis giocato sul cemento indoor, che fa parte dell'ATP Challenger Tour. Si svolge annualmente al Tennis Club de Saint-Brieuc di Saint-Brieuc in Francia per gli incontri minori, mentre il campo centrale è allestito al poco distante Salle Steredenn, che contiene 2500 posti. Inaugurato nel 2004, fino al 2012 il torneo si giocava sulla terra rossa prima di passare al cemento indoor.

## Albo d'oro

### Singolare
| Anno       | Campione              | Finalista             | Punteggio           |
| ---------- | --------------------- | --------------------- | ------------------- |
| 2024       | Benjamin Bonzi        | Lucas Pouille         | 6–2, 6–3            |
| 2023       | Ričardas Berankis (2) | Dan Added             | 6–3, 6(3)–7, 7–6(5) |
| 2022       | Jack Draper           | Zizou Bergs           | 6–2, 5–7, 6–4       |
| 2021- 2020 | Non disputato         | Non disputato         | Non disputato       |
| 2019       | Kamil Majchrzak       | Maxime Janvier        | 6–3, 7–6(1)         |
| 2018       | Ričardas Berankis (1) | Constant Lestienne    | 6–2, 5–7, 6–4       |
| 2017       | Jahor Herasimaŭ       | Tobias Kamke          | 7–6(3), 7–6(5)      |
| 2016       | Alexandre Sidorenko   | Igor Sijsling         | 2–6, 6–3, 7–6(3)    |
| 2015       | Nicolas Mahut         | Yūichi Sugita         | 3–6, 7–6(3), 6–4    |
| 2014       | Andreas Beck          | Grégoire Burquier     | 7–5, 6–3            |
| 2013       | Jesse Huta-Galung     | Kenny de Schepper     | 7–6(4), 4–6, 7–6(3) |
| 2012       | Grégoire Burquier     | Augustin Gensse       | 7–5, 6(5)–7, 7–6(3) |
| 2011       | Maxime Teixeira       | Benoît Paire          | 6–3, 6–0            |
| 2010       | Michał Przysiężny     | Rubén Ramírez Hidalgo | 4–6, 6–2, 6–3       |
| 2009       | Josselin Ouanna       | Adrian Mannarino      | 7–5, 1–6, 6–4       |
| 2008       | Christophe Rochus     | Marcel Granollers     | 6–2, 4–6, 6–1       |
| 2007       | Kristian Pless        | Farruch Dustov        | 6–3, 6–1            |
| 2006       | Marc Gicquel          | Peter Wessels         | 6–3, 6–1            |
| 2005       | Olivier Patience      | Victor Ioniţă         | 6–0, 6–2            |
| 2004       | Olivier Mutis         | Christophe Rochus     | 6–1, 4–6, 6–2       |

### Doppio
| Anno      | Campioni                                   | Finalisti                             | Punteggio            |
| --------- | ------------------------------------------ | ------------------------------------- | -------------------- |
| 2024      | Geoffrey Blancaneaux Gabriel Debru         | Jakub Paul Matěj Vocel                | 3–3 rit.             |
| 2023      | Dan Added Albano Olivetti                  | Patrik Niklas-Salminen Bart Stevens   | 4–6, 7–6(7), [10–6]  |
| 2022      | Sander Arends (2) David Pel                | Jonathan Eysseric Robin Haase         | 6–3, 6–3             |
| 2021 2020 | Non disputato                              | Non disputato                         | Non disputato        |
| 2019      | Jonathan Erlich Fabrice Martin             | Jonathan Eysseric Antonio Šančić      | 7–6(2), 7–6(2)       |
| 2018      | Sander Arends (1) Tristan-Samuel Weissborn | Luke Bambridge Joe Salisbury          | 4–6, 6–1, [10–7]     |
| 2017      | Andre Begemann Frederik Nielsen            | David O'Hare Joe Salisbury            | 6–3, 6–4             |
| 2016      | Rameez Junaid Andreas Siljeström (3)       | James Cerretani Antal van der Duim    | 5–7, 7–6(4), [10–8]  |
| 2015      | Grégoire Burquier Alexandre Sidorenko      | Andriej Kapaś Yasutaka Uchiyama       | 6–3, 6–4             |
| 2014      | Dominik Meffert Tim Pütz                   | Victor Baluda Philipp Marx            | 6–4, 6–3             |
| 2013      | Tomasz Bednarek (2) Andreas Siljeström (2) | Jesse Huta-Galung Konstantin Kravčuk  | 6–3, 4–6, [10–7]     |
| 2012      | Laurynas Grigelis Rameez Junaid            | Stéphane Robert Laurent Rochette      | 1–6, 6–2, [10–6]     |
| 2011      | Tomasz Bednarek (1) Andreas Siljeström (1) | Grégoire Burquier Romain Jouan        | 6–4, 6(4)–7, [14–12] |
| 2010      | Uladzimir Ihnacik David Marrero            | Brian Battistone Ryler DeHeart        | 4–6, 6–4, [10–5]     |
| 2009      | David Martin Simon Stadler                 | Peter Luczak Joseph Sirianni          | 6–3, 6–2             |
| 2008      | Adrian Cruciat Daniel Muñoz de la Nava     | Yu Xin-yuan Zeng Shaoxuan             | 4–6, 6–4, [10–4]     |
| 2007      | Jean-Baptiste Perlant Xavier Pujo          | Jean-Christophe Faurel Jérôme Haehnel | 2–6, 6–2, [10–7]     |
| 2006      | Eric Butorac Chris Drake                   | Michael Lammer Stéphane Robert        | 6–4, 6–4             |
| 2005      | Victor Ioniţă Gabriel Moraru               | Michal Mertiňák Daniel Vacek          | 6–1, 6–4             |
| 2004      | Christophe Rochus Tom Vanhoudt             | David Škoch Jiří Vaněk                | 6–0, 6–1             |